# 郑特
郑特，浙江黄岩人，明朝政治人物。

## 生平
正德八年（1513年）癸酉科浙江鄉試舉人。嘉靖十一年（1532年）任直隸崇明县知县。